# William Beckford
William Thomas Beckford (Fonthill, Wiltshire, 1 oktober 1760 – “Lansdown Hill”, landgoed bij Bath, 2 mei 1844) was een excentrieke Engelse schrijver, kunstverzamelaar, architect, bouwmeester en politicus.

## Leven en werk

#### Vroege leven
Beckford werd geboren als de zoon van de burgemeester van Londen en stamde van moederszijde rechtstreeks af van Maria Stuart. Als kind gold hij als hoogbegaafd, zou op vijfjarige leeftijd muziekles hebben gehad van de toen negenjarige Wolfgang Amadeus Mozart en ging al op vroege leeftijd architectuur en bouwkunst studeren. 
Toen Beckfords vader in 1770 overleed liet hij zijn zoon een enorm vermogen na: 1 miljoen pond sterling, tal van landerijen en diverse suikerplantages op Jamaica. Dat stelde hem in staat zijn leven verder in dienst te stellen van zijn “liefhebberijen”, zoals schrijven, architectuur en het verzamelen van allerhande kunstobjecten. 
Nadat Beckford in 1778 terugkeerde van een lange reis door Europa maakte hij zijn architectuurstudies af bij de bekende Schotse architect William Chambers.

#### Schrijver
In 1782 ondernam Beckford een grote Italië-reis. Na zijn terugkomst besloot hij niet, zoals algemeen verwacht werd, in de politiek te gaan, maar begon hij met schrijven. In 1783 verscheen zijn reisverslag Dreams, Walking Thoughts and Incidents (1783, in 1834 gereviseerd heruitgegeven als Italy: with some Sketches of Spain and Portugal) en in 1786 zijn bekende, aanvankelijk in het Frans geschreven griezelverhaal Vathek, dat later van grote invloed zou zijn op onder andere Byron, Poe en Borges. Vathek is een fantastisch “gothic” verhaal over de omzwervingen van kalief Vathek die, uit een soort Faustische nieuwsgierigheid, een volgeling wordt van de duivel. Pas als hij de onderaardse gewelven van het duivelsrijk Eblis betreedt, leert hij de ijdelheid inzien van kennis en macht. Desondanks weet hij “de eeuwige straf” niet te ontlopen.

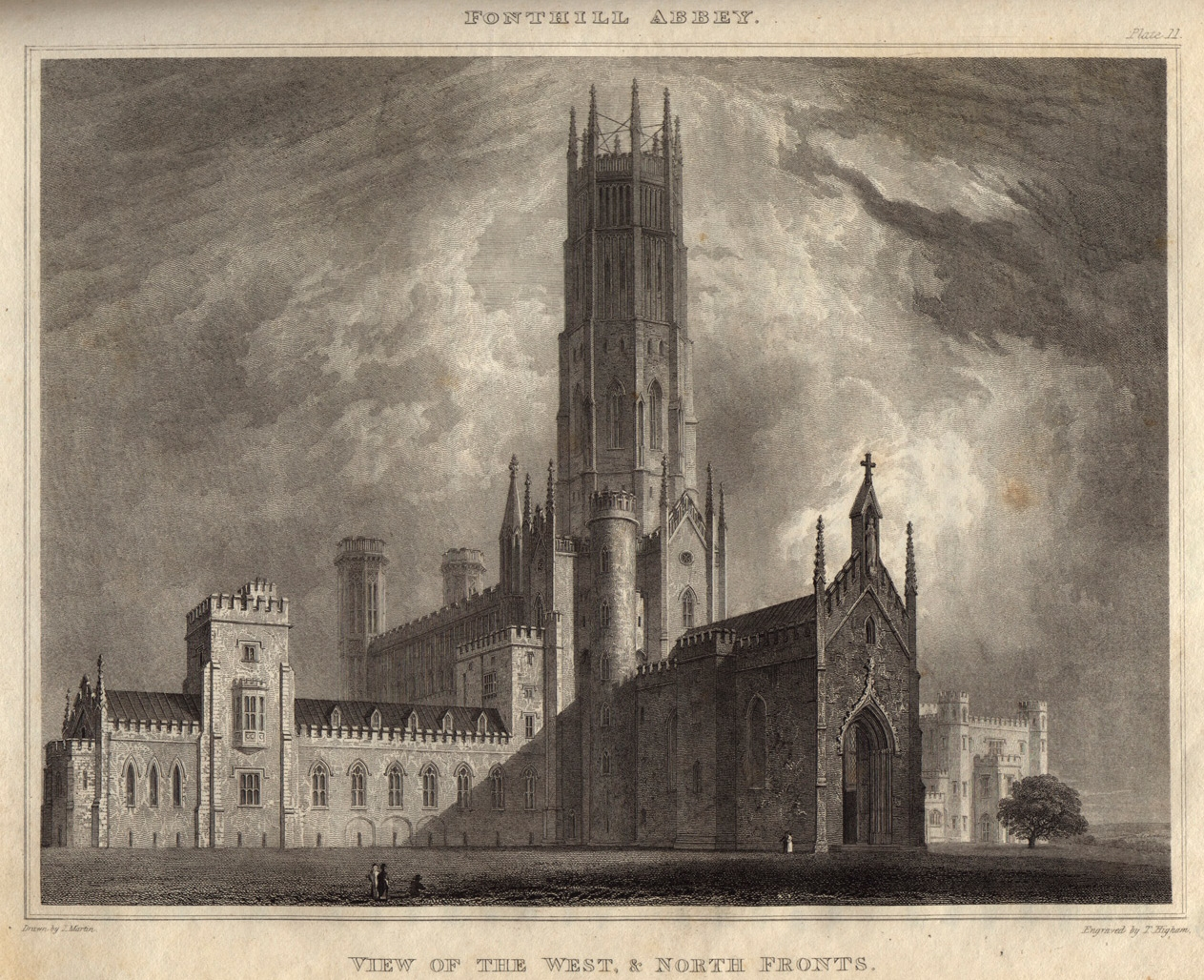
‘Fonthill Abbey’, ontworpen samen met de architect James Wyatt

#### Later leven: politicus, architect, kunstverzamelaar
Behalve schrijver werd Beckford, ondanks zijn afkeer van de politiek, op latere leeftijd toch nog parlementslid. Ook ontwierp en bouwde hij twee imposante gotische landhuizen, ‘Fonthill Abbey’ nabij Wiltshire en ‘Lansdown Hill’ in de omgeving van Bath, alsook het Paleis van Monserrate in Sintra (Portugal). Met name ‘Fonthill Abbey’ diende daarbij tevens als „opslagplaats“ voor zijn enorme kunstcollectie, met onder andere een enorme bibliotheek met veel zeldzame boekwerken, merkwaardige meubelstukken, Frans keukengerei, zeldzame Quattrocento-schilderijen, Chinese vazen enzovoort. ‘Fonthill Abbey’ groeide uit tot het toonbeeld van decadentie. Haar omgeving inspireerde Oscar Wilde tot zijn Dorian Gray.
Beckford was gehuwd met Lady Margaret Gordon, had twee dochters, maar was openlijk biseksueel. Hij overleed te ‘Lansdown Hill’, op 83-jarige leeftijd. Zijn fortuin had hij er inmiddels grotendeels doorheen gejaagd. Voor zijn erfgenamen resteerde nog ‘slechts’ 80.000 pond sterling.